# Schömberg (powiat Calw)
Schömberg – miejscowość i gmina uzdrowiskowa w Niemczech, w kraju związkowym Badenia-Wirtembergia, w rejencji Karlsruhe, w regionie Nordschwarzwald, w powiecie Calw. Leży w północnym Schwarzwaldzie, ok. 10 km na północny zachód od Calw, pomiędzy Bad Wildbad a Bad Liebenzell.

## Dzielnice
Gmina dzieli się na pięć dzielnic: Bieselsberg, Langenbrand, Oberlengenhardt i Schwarzenberg.